# Сондори
Со́ндори (также Сондоры, Сандари; латыш. Sondori) — населённый пункт в Резекненском крае Латвии. Административный центр Веремской волости. Находится на автомагистрали A13, на западе граничит с деревней Шкенева. Расстояние до города Резекне составляет около 8 км. По данным на 2018 год, в населённом пункте проживало 403 человека.

## История
В советское время населённый пункт был центром Веремского сельсовета Резекненского района. В селе располагалась центральная усадьба совхоза «Резекне».